# Der Blaue Reiter (schilderij)
Der Blaue Reiter (De Blauwe Ruiter) is een schilderij van de kunstschilder Wassily Kandinsky (1866-1944). Het werd geschilderd in Duitsland in 1903. Oorspronkelijk stond het bekend als Der Reiter. Na verloop van tijd zou het paard en ruiter motief steeds dominanter worden in het werk van Kandinsky. Het schilderij met de in het blauw gehulde mysterieuze boodschapper zou later bekend worden als Der Blaue Reiter.  Het schilderij werd een symbool voor de kunstgroepering/stroming Der Blaue Reiter die mede op initiatief van Kandinsky werd gestart. Vanaf 1911 droeg De Blauwe Ruiter de last van het brengen van een boodschap van exorcisme, genezing en redding aan de wereld.
Het doek (olieverf op canvas) meet 55 bij 65 cm en bevindt zich in de privécollectie Sammlung E. G. Bührle.